# Maciej Melecki
Maciej Melecki (ur. 1969 w Mikołowie) polski poeta i scenarzysta filmowy.
Redaktor pisma Arkadia, dyrektor Instytutu Mikołowskiego. Debiutował w 1993 arkuszem poetyckim Zachodzenie za siebie. Laureat Ogólnopolskiego Konkursu Poetyckiego im. Jana Śpiewaka (1994). Współscenarzysta filmu Wojaczek Lecha Majewskiego, za który został nominowany do Polskiej Nagrody Filmowej Orzeł (2000) w kategorii najlepszy scenariusz i w którym wystąpił też jako aktor. Redaktor książki Reszta krwi. Wiersze nieznane, zawierającej niepublikowane wiersze Rafała Wojaczka. W 2016 wraz z Konradem Wojtyłą opracował publikację Rafał Wojaczek. Nie te czasy. Utwory nieznane.
Laureat Poetyckiej Nagrody Otoczaka – przyznawanej za najlepszy tom wierszy (2010) i Nagrody Literackiej Czterech Kolumn (2010).

## Wiersze
- Te sprawy (Śródmiejski Ośrodek Kultury, Kraków 1995)
- Niebezpiecznie blisko (Przedświt, Warszawa 1996)
- Zimni ogrodnicy (Instytut Mikołowski, Mikołów 1999)
- Przypadki i odmiany (Instytut Mikołowski, Mikołów 2001)
- Bermudzkie historie (Instytut Mikołowski, Mikołów 2005)
- Przester (WBPiCAK, Poznań 2009)
- Szereg zerwań (WBPiCAK, Poznań 2011)
- Pola toku (WBPiCAK, Poznań 2013)
- Inwersje (WBPiCAK, Poznań 2016)
- Bezgrunt (WBPiCAK, Poznań 2019)
- Druzgi (Instytut Mikołowski, Mikołów 2021)
- Przeciwujęcia (WBPiCAK, Poznań 2024)

## Wybory wierszy
- Zawsze wszędzie indziej. Wybór wierszy z lat 1995-2007 (Stowarzyszenie Artystyczno-Kulturalne „Portret”, Olsztyn 2008)
- Trasa progu. Wybór wierszy z lat 1995-2020 (Instytut Mikołowski, Mikołów 2020)

## Prozy poetyckie
- Gdzieniegdzie (Dom Literatury w Łodzi, Łódź 2017)
- Nigdzie indziej (WBPiCAK, Poznań 2021)
- Żywe mumie (Instytut Mikołowski, Mikołów 2023)

## Arkusze poetyckie
- Zachodzenie za siebie (1993)
- Dalsze zajścia (1998)
- Panoramix (2001)
- Podgląd zaniku (Instytut Mikołowski, Mikołów 2014)